# Paratrypauchen microcephalus
Paratrypauchen microcephalus  é uma espécie de peixe da família Gobiidae e da ordem Perciformes.

## Morfologia
- Os machos podem atingir 18 cm de comprimento total.[5][6]

## Habitat
É um peixe de clima tropical e demersal.

## Distribuição geográfica
É encontrado na China (incluindo Hong Kong), Índia, Indonésia, Japão, Quénia, Coreia, Malásia, Nova Caledónia, Papua-Nova Guiné, nas Filipinas, África do Sul, Taiwan e Vietname.

## Observações
É inofensivo para os humanos.